# Włóki (województwo mazowieckie)
Włóki – wieś sołecka w Polsce położona w województwie mazowieckim, w powiecie płockim, w gminie Bulkowo. 
Wieś szlachecka położona była w drugiej połowie XVI wieku w ziemi wyszogrodzkiej. W latach 1975–1998 miejscowość należała administracyjnie do województwa płockiego.
| SIMC    | Nazwa         | Rodzaj    |
| ------- | ------------- | --------- |
| 0561804 | Ług           | część wsi |
| 0561810 | Pod Piączynem | część wsi |
| 0561827 | Włóki-Kolonia | część wsi |

20 grudnia 1866 roku urodził się tu Jan Wiktor Zawidzki – fizykochemik, m.in. profesor Uniwersytetu Jagiellońskiego i Warszawskiego. Rodzinne groby Zawidzkich znajdują się na pobliskim cmentarzu w Daniszewie.